# Centre de Commerce International d'Abidjan
El Centro de Comercio Internacional de Abiyán (en francés: Centre de Commerce International d'Abidjan) es un rascacielos ubicado en la rue Jean-Paul II (Calle Juan Pablo II), en el municipio (comuna) de Plateau en Abiyán, en el país africano de Costa de Marfil. Terminado en 1982 y alcanzando un máximo de unos 94 metros (sin incluir la antena), es el cuarto edificio más alto de Abiyán. Es parte de un grupo de edificios que surgieron a partir de la década de 1970 para la administración y las empresas públicas. Sin embargo, su arquitectura se diferencia de otras torres del paisaje, con sus dos lados largos casi totalmente cubiertos con vidrios polarizados, lo que refleja los colores del cielo.